# Малдиви на Летњим олимпијским играма 2008.
Малдиви су на Летњим олимпијским играма у Пекингу 2008. учествовали шести пут као самостална земља.
Делегација Малдива, је на Олимпијским играма 2008. у Пекингу учествовала са 4 такмичара 2 мушкарца и 2 жене у 2 спорта. 
Малдивски олимпијски тим је остао у групи земаља које нису освојиле ниједну медаљу. Поправљен је један национални и један лични рекорд.
Заставу Малдива на свечаном отварању Олимпијских игара 2008. носила је пливачица Aminath Rouya Hussain, којој је ово било друго учешће на Летњим олимпијским играма.
Најмлађи учесник у репрезентацији Малдива био је пливач Ibrahim Shameel са непуних 17 година (16 год. и 306 дана), а најстарији атлетичар Ali Shareef 29 год. и 46 дана. Шареф је најстарији такмичар Мавдива на свим олимпијским закључно са 2008.

## Учесници по дисциплинама
| Спорт     | Мушкарци | Жене | Укупно |
| --------- | -------- | ---- | ------ |
| Атлетика  | 1        | 1    | 2      |
| Пливање   | 1        | 1    | 2      |
| Укупно(2) | 2        | 2    | 4      |

## Атлетика

### Мушкарци
| Атлетичар Лични рекорд | Дисциплина | Група        | Група   | Четвртфинале     | Четвртфинале     | Полуфинале       | Полуфинале       | Финале           | Финале  | Детаљи |
| Атлетичар Лични рекорд | Дисциплина | Резултат     | Место   | Резултат         | Место            | Резултат         | Место            | Резултат         | Место   | Детаљи |
| ---------------------- | ---------- | ------------ | ------- | ---------------- | ---------------- | ---------------- | ---------------- | ---------------- | ------- | ------ |
| Ali Shareef 11,17      | 100 м      | 11,11 НР, ЛР | 7 гр. 6 | Није се пласирао | Није се пласирао | Није се пласирао | Није се пласирао | Није се пласирао | 69 / 80 |        |

### Жене
| Атлетичарка Лични рекорд | Дисциплина | Група      | Група   | Четвртфинале     | Четвртфинале     | Полуфинале       | Полуфинале       | Финале           | Финале  | Детаљи |
| Атлетичарка Лични рекорд | Дисциплина | Резултат   | Место   | Резултат         | Место            | Резултат         | Место            | Резултат         | Место   | Детаљи |
| ------------------------ | ---------- | ---------- | ------- | ---------------- | ---------------- | ---------------- | ---------------- | ---------------- | ------- | ------ |
| Aishath Reesha 2:36,53   | 800 м      | 2:30,14 ЛР | 7 гр. 5 | Није се пласирао | Није се пласирао | Није се пласирао | Није се пласирао | Није се пласирао | 39 / 42 |        |

## Пливање

#### Мушкарци
| Пливач          | Дисциплина    | Група | Група   | Полуфинале       | Полуфинале       | Финале           | Финале           | Детаљи |
| Пливач          | Дисциплина    | Време | Пласман | Време            | Пласман          | Време            | Пласман          | Детаљи |
| --------------- | ------------- | ----- | ------- | ---------------- | ---------------- | ---------------- | ---------------- | ------ |
| Ibrahim Shameel | 50 м слободно | 29,28 | 88/97   | Није се пласирао | Није се пласирао | Није се пласирао | Није се пласирао |        |

#### Жене
| Пливачица             | Дисциплина    | Група    | Група   | Полуфинале        | Полуфинале        | Финале            | Финале            | Детаљи         |
| Пливачица             | Дисциплина    | Време    | Пласман | Време             | Пласман           | Време             | Пласман           | Детаљи         |
| --------------------- | ------------- | -------- | ------- | ----------------- | ----------------- | ----------------- | ----------------- | -------------- |
| Aminath Rouya Hussain | 50 м слободно | 30,21 ЛР | 72/90   | Није се пласирала | Није се пласирала | Није се пласирала | Није се пласирала | [ мртва веза ] |